# 後藤俊光
後藤 俊光（ごとう としみつ、1982年12月16日  ）は、日本の元プロボクサー。長野県佐久市出身。元日本フェザー級７位。パートナーストレッチ専門トレーナー開業。

## 来歴

### ボクシングを始めるまで
幼いころから家庭の貧しさと両親の不仲を見て育ったので「せめて、自分にほんの少しの勇気と強さがあれば家庭を変えられたのではないか」といつも思っていた。
強さの憧れと、スポーツでお金を稼げるならそんな最高な事はない、とボクシングの道を選ぶ。
高校を卒業すると、当時ボクシングメイツといって宿泊所もあり、新聞配達をしてお金が稼ぎながらジムに通える方法で当時名門だったヨネクラジムに入門
しかし、最大手だったヨネクラには天才みたいな練習生があふれ、９カ月通っても、名前すら覚えてもらえなかった。
その後、まだある新しくできた小熊ジムに変更したのだが、中途半端に経験のある後藤は、他の練習生から煙たがられた。
そして地元の恩師と縁のある金子ジムに移ることに。19歳でプロテストに合格。

### プロボクシング時代
2004年6月9日　デビュー戦　オゼキアキヒコと対戦。
相手の偶然のバッティングで、目じりを深く裂傷して骨が見え、出血止まらず試合は引き分けに。眼窩底も骨折して、疲労とダメージで即救急車。何度も血反吐を吐いても楽にならないので「流石に死ぬかも」と思った。そのショックもあり次の試合は翌年の2005年8月20日になる。
2005年8月20日　橋元隼人（ワールドスポーツジム）
デビュー戦にもかかわらず、橋元は相当自身があったのか？次の試合日が決まっていた。
ファーストコンタクトで、相手の方がボクシングが上手く、判定では勝てないことを悟った。
なんとしても勝ちたかったので、ワン（ジャブ）、ツー（ストレート）、スリー（頭突き）で攻めた。
レフリーに「頭当たっている気を付けて！」と再三注意を受けるが（わざと当ててるんだよ）と内心思っていた。
相手の橋元選手はめちゃくちゃ強く、結局KOは出来ず判定で負けた。
今思えば相手の橋元選手には悪かったと思う。
2008年6月13日　東日本新人王戦3回戦　林崎 洋大（八王子中屋ジム）
試合中（やば！！こいつ強い！！）と思ったが、当時好きだった女の子が見に来てくれるという事で絶対に負けられないという思いで戦った。
結果2－0の判定負けだったがスタンディングオベーションで家路にの途中、水道橋だけではなく、新宿駅でも試合を見ていた人に声をかけられた。
2009年12月9日　堂本佳吾（角海老宝石ジム）
複雑な家庭環境で育ったが、デビューしてはじめて両親が別々の席だが見に来てくれるという事で、めちゃくちゃ張り切った試合
1ラウンド 1分59秒 TKO勝ち。
2010年9月9日　道産子ファイター早坂（ワタナベジム）
人生で初めて彼女が出来た時の試合
彼女が出来たから弱くなったと思われるのが嫌で死ぬほど練習する
結果3ラウンド 2分52秒 TKO勝ち。
2012年6月28日　名護明彦（全日本パブリックジム）
高校生の頃ボクシングマガジンで戸高秀樹との表紙を飾っていた名護と試合が出来ると
やる前からウキウキだった。
試合内容は名護にパンチはなかったが、老獪さですべての良さを押しつぶされ結果3－0の判定負け
ダメージが全くなく負けたのは後にも先にもこの試合のみだった。
2012年12月5日　ズリカンナン（レイスポーツジム）
人生初のランカー戦。
ジムとトレーナーとの問題で、移籍もせずに別のジムに練習に行くという当時ではタブーだった練習法をとっていた。
そんな中で決まった試合でどうしても負けられなかった、自分に関わって応援してくれた人やトレーナーを全否定されてしまう。
そして自分自身も今後一切肯定できなくなる。死んでも負けられないと思い、負けたら後楽園ホールの医務室の奥にある非常階段から東京ドーム側に飛び降りて自殺するつもりだった（その翌月から非常階段にはネットが張られるようになった、同期の東洋太平洋チャンピオンだった大竹秀典に「誰かが飛び降りるとかFacebookに書くからじゃない？」と言われる）
本当に毎日「死にたくない」って泣いていた。
結果1ラウンド1分50秒のTKO勝ち。

## 人物

### 学生時代
貧しい家庭で幼少期を過ごす、父親の怒号と、母親の悲鳴の中で育つ。
貧乏すぎて小学生の頃から新聞配達のアルバイトをし、稼いだ給料を毎月家庭に入れていた。
昔から運動は好きな方で、小学生の頃は厳しい暮らしの中、父がプールに週３～４回連れて行ってくれた。
ひたすら泳がされたおかげで、速くなろうと思っていなかった水泳が、気づいたら学年一番になるほど得意になっていた
泳ぐのが好きだったわけではないが「水泳をやめたら何も残らないから」と続けていたら、中学校３年生の時には県大会で２位になった。
中学生になると両親の喧嘩はより激しくなる。
ある夜自室で寝ているとドアをけたたましく叩く父親、「どっちについていくか、自分で決めろ！」とだけ言って兄貴の部屋も叩いていた。
いよいよ、離婚かと思ったが父親は心中を図ろうと家中に灯油をまく。母と妹は車にのって母の実家に逃げた、家に残った兄と祖母が警察に通報して事なきを得た。
これが家族一緒だった最後の家の記憶
それとは別件で中学校２年生の時に父親が逮捕されて生活はより厳しくなる。
高校入学と同時にアルバイトを始めて生活をさせる為にお金を稼ぐようになる。
ずっとやってきた水泳もアルバイトを理由に辞めざるおえなくなる。
高校は将来やりたい事がなかったので、いつでも働けるようにと資格をとれる学校に行こうと農業校に行って10個以上の資格を習得した。
高校2年生で進路を決める際に、スポーツで食べていきたい、プロスポーツ＝プロボクシングという安易な理由でボクシングを始める。

### 上京して一人暮らし
上京してボクシングを頑張っていたが、25歳の時にいい加減彼女が欲しいと渇望する。
バイト先には女性がいなかったため、外でなんとか頑張る。
コンビニ店員に可愛い子がレジにいると電話番号を渡して待つが当然のように電話はこない。気まずくて行けなくなるコンビニが自宅の最寄に三店舗も出来上がる。
アルバイト先の隣の酒屋に女の子がいて、その子と話す為に安いジュースを毎日買いに行ったが、その子が彼氏がいるとして愕然とする
更にその隣に花屋があり、そこの店員さんに声をかける為に必要ないがサボテンを買いに行って話しかけていたら既婚者だとしり愕然とする
当時は中華料理のデリバリーの仕事をしていたが、いつも注文してくれる可愛い女の子、自分のペットの話とかもしてくれて仲良くなってこれたかな？と思ったのである日「彼氏いますか？」と聞いたら「います！！！」と怒鳴りながら扉を強く締められてショックを受ける。
新宿ロフトプラスワンでは年に２～３回「友達100人出来るかな？」「大合コン」というテーマで大人数が集まりしゃべるイベントをやっていた。
すべてに参加して、最後女性は全員ステージの上にあがり「この子と連絡先を交換したい男子はステージに上がってください」というねるとん的なイベントですべての女性に告白したが、誰一人として連絡先を交換する事はできなかった。
とにかく彼女を作るための行動は沢山したが全く出来ずに、アルバイト先を大戸屋に変える事にする。

### 人生初の彼女
大戸屋で結婚相手を見つけるを目標に面接して採用してもらった
当時ダンサーだった和嶋真以に試合のチケットを売って欲しいと言われる。
二人の関係は初対面あまりいい関係ではなかったが、それを期に「あれ？俺和嶋の事好きかも？」と思い始める。
だが、すぐ好きになったら告白してしまう癖があり（高校生の時のあだ名が告り魔）和嶋にもすぐ告白しようとするが、同僚も後藤が和嶋に好意を抱いているのが周知の事実だったので、すぐ止められる。
本人としてはすぐ告白したいが、周りからのサポートもあってgoサインが出るまで耐えしのいだ。
そして、人生初の彼女が2010年5月26日の27歳の時に出来る。

### 結婚の挨拶に行く
2013年の正月にランカーになった後藤は和嶋の母親と叔父の実質両親の所に結婚の挨拶に行く
叔父は「プロボクサーは食べていけるのか？辞めたらどうする？」という質問を受けて
「食べてはいけません、それと本当に命をかけてボクシングを頑張っているので今辞めた後の事は考えていません」と伝え「ふーん、じゃあ、無理」と結婚を断られショックを受ける
しかし、これをきっかけに今まで飲食店でしかアルバイトしたことなかったが、真面目に辞めてから何をしようか？を考える様になった。

### 30歳で初めての就職
後藤自身の叔父が鍼灸院の院長をやっており、以前から白羽の矢が立てられていた。
それを思い出して「2世は嫌だけど、身体の事を仕事にするのは現役にも生きてきて一石二鳥」と思い近所の整体院や整骨院でアルバイトできる場所を探す
ある日総合格闘家の所英男のトランクスに「Drストレッチ」という文字を見る。
この会社はきっと体関係の職場で更には格闘技に寛大だと思いアルバイトになる事を決意
しかし、本業がボクシングだからどうしても仕事に実が入らず、どうやったらサボれるか？ばかり考えるアルバイトだった。
その時に仕事をちゃんとしていればもっとボクシングに活かせられる考え方を持てて強くなれたと後に気づく。
2014年にボクシングを引退して正社員となる。
ここからメキメキと接客や技術を身に付け、半年で店長に、一年後には全国で指名件数1位のトレーナーになる
全国1500人ぐらいいるトレーナーの中から毎年6人程しか選ばれない選抜のトレーナーになり、有名アスリートや著名人のストレッチをする事になる。

### パートナーストレッチ専門トレーナー開業
2020年独立して個人でお客様にストレッチを提供している。

## 出演
自慢したい人がいます～拝啓 ひねくれ3様～（2019年4月）
ボウリング革命 P★League（2023年9月）

## 担当したことのある有名人
- 戸田和幸（サッカー日本代表）
- 本田泰人（サッカー日本代表）
- 巻誠一郎（サッカー日本代表）
- 望月重良（サッカー日本代表）
- 鈴木啓太（サッカー日本代表）
- 上里琢文（ビーチサッカー日本代表）
- 鈴木尚広（プロ野球読売巨人）
- 小松昌弘（バスケ3×3日本代表）
- ラルフ鈴木（ニュースキャスター）
- GAKU-MC（ミュージシャン）
- DAITA（ミュージシャン）
- 中谷正義（ボクシング・元OPBF東洋太平洋王者）
- 木村悠（ボクシング・元世界王者）
- 村田諒太（ボクシング・元世界王者）
- 亀海喜寛（ボクシング・元OPBF東洋太平洋王者）
- 栗原慶太（ボクシング・元OPBF東洋太平洋王者）
- 須佐勝明（ボクシング・元オリンピック日本代表）
- 愛鷹亮（k-1）
- 昇侍（RIZIN）
- 那須川天心 (RISE)
- 安彦孝真（サッカー→格闘家）
- 岡田敦子（キックボクサー）
- 大山峻護（総合格闘家）
- 梅林太郎（レスリング）
- 隆の勝（関脇）
- 森彩奈江（プロボウラー）
- 鶴見虹子（オリンピック体操選手）
- 小堀宗翔（ラクロス日本代表）
- 中嶋千尋（プロゴルファー）
- 庄司ゆうこ（実業家）
- 小阪由香（タレント）
- 中川裕子（フリーアナウンサー）
- 小田切あさぎ（作家）
- 花蜜伸行（出前館創業者）
- 箕輪厚介（幻冬舎）
- 田端信太郎（インフルエンサー）
- ムータン（AV男優）
- 祖上仁　（アートディレクター）
- 岡田祥吾（実業家）
- 反町好克（実業家）
- 小野裕史（元投資家、僧侶）
- 佐渡島庸平（コルク）
- 内田雅章（学生新聞）
- 佐田展隆（オーダースーツSADA）
- hnny Yoo（We Work)
- 小杉俊哉（経営学者）
- 小栗徳丸（実業家）
- 原邦雄（ほめ育）
- 前野隆司（幸福学）
- 澤円（圓窓）
- 酒井将（ベリーベスト法律事務所）
- 田原広一（SoLabo)
- 鮫島哲郎（脳神経外科）
- 松平浩（整形外科、これだけ腰痛体操）
- 天雲丈敦（天雲歯科理事長）

他多数